# Gutach (Kinzig)
Die Gutach ist ein rund 29 Kilometer langer Nebenfluss der Kinzig im Zentrum des Mittleren Schwarzwaldes in Baden-Württemberg.

## Name
Der Fluss wird im Jahr 1370 (an der Gůta) zum ersten Mal schriftlich erwähnt. Der Name setzt sich zusammen aus dem althochdeutschen Adjektiv guot für 'gut' und dem Suffix -aha für 'fließendes Gewässer'. Die Bedeutung ist demnach 'friedliches, ungefährliches Gewässer' und damit gegenteilig zum Flussnamen Wutach.
Nur wenige Kilometer südwestlich der Gutach fließt die Wilde Gutach, auch nur allein Gutach genannt, durch das Simonswälder Tal und dann bei Gutach im Breisgau in die Elz. Ein weiterer namensgleicher Bach Gutach fließt vom Titisee in die Wutachschlucht.

## Verlauf und Charakteristik
Das Quellgebiet der Gutach liegt auf der Gemarkung der Gemeinde Schönwald, eingeschoben zwischen denen der beiden Donauquellflüsse Brigach (etwa 2,5 Kilometer nach Osten) und Breg (etwa 6,5 Kilometer nach Westen). Sie entwässert nicht wie diese nach Südosten über die Donau ins Schwarze Meer, sondern nach Norden über die Kinzig und den Rhein zur Nordsee. Die Südgrenze ihres Einzugsgebietes ist also Teil der Europäischen Hauptwasserscheide. Wegen der tiefen Erosionsbasis des recht nahen Rheins ist ihr Tal im Mittel- und Unterlauf steil und tief in die teils plateauartige, teils kuppige Gebirgslandschaft eingeschnitten.

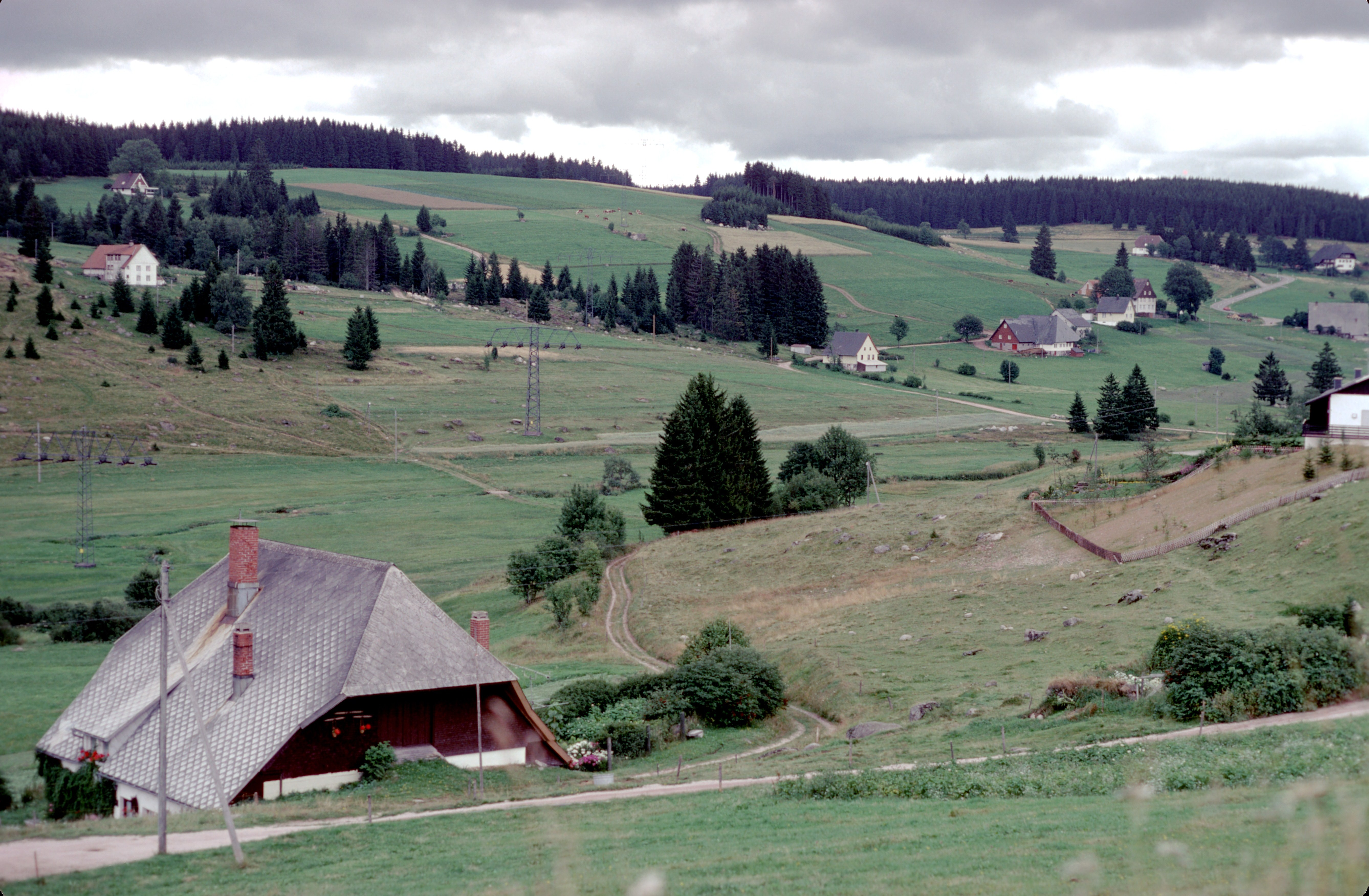
Quellgebiet der Gutach in den Hochmulden bei Schönwald
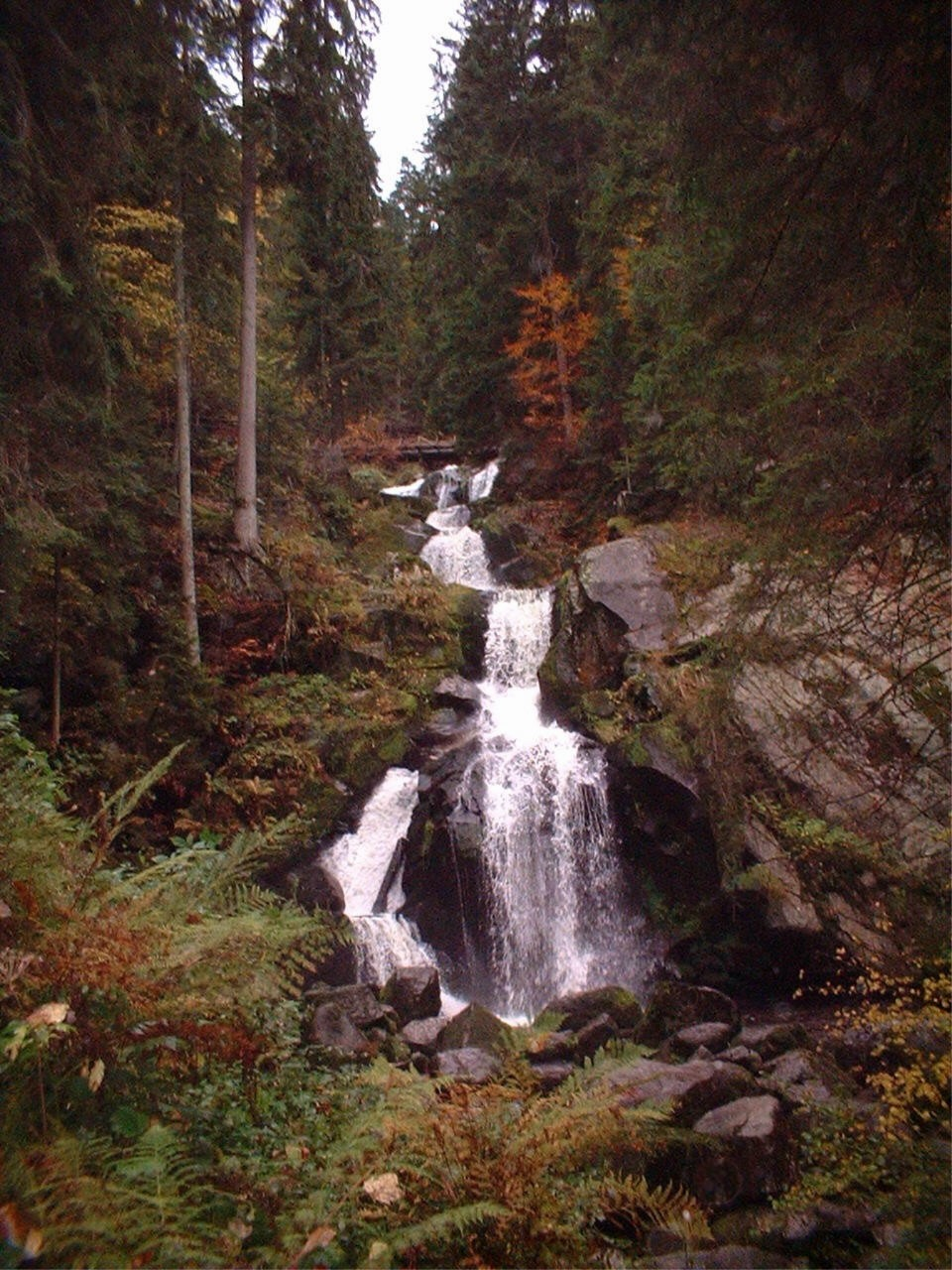
Wasserfälle in den Triberger Talkessel
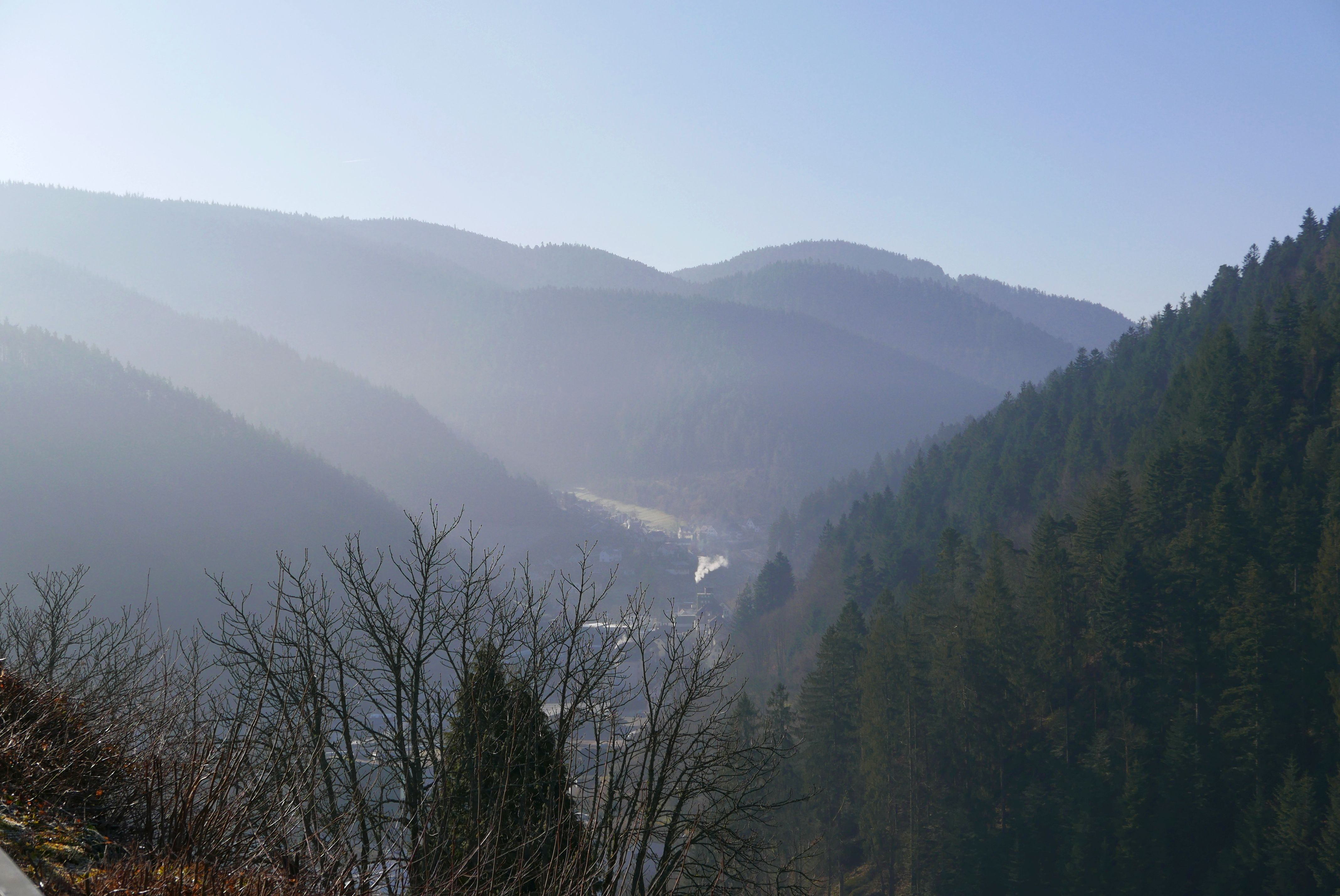
Mittleres Gutachtal zwischen Triberg und Hornberg
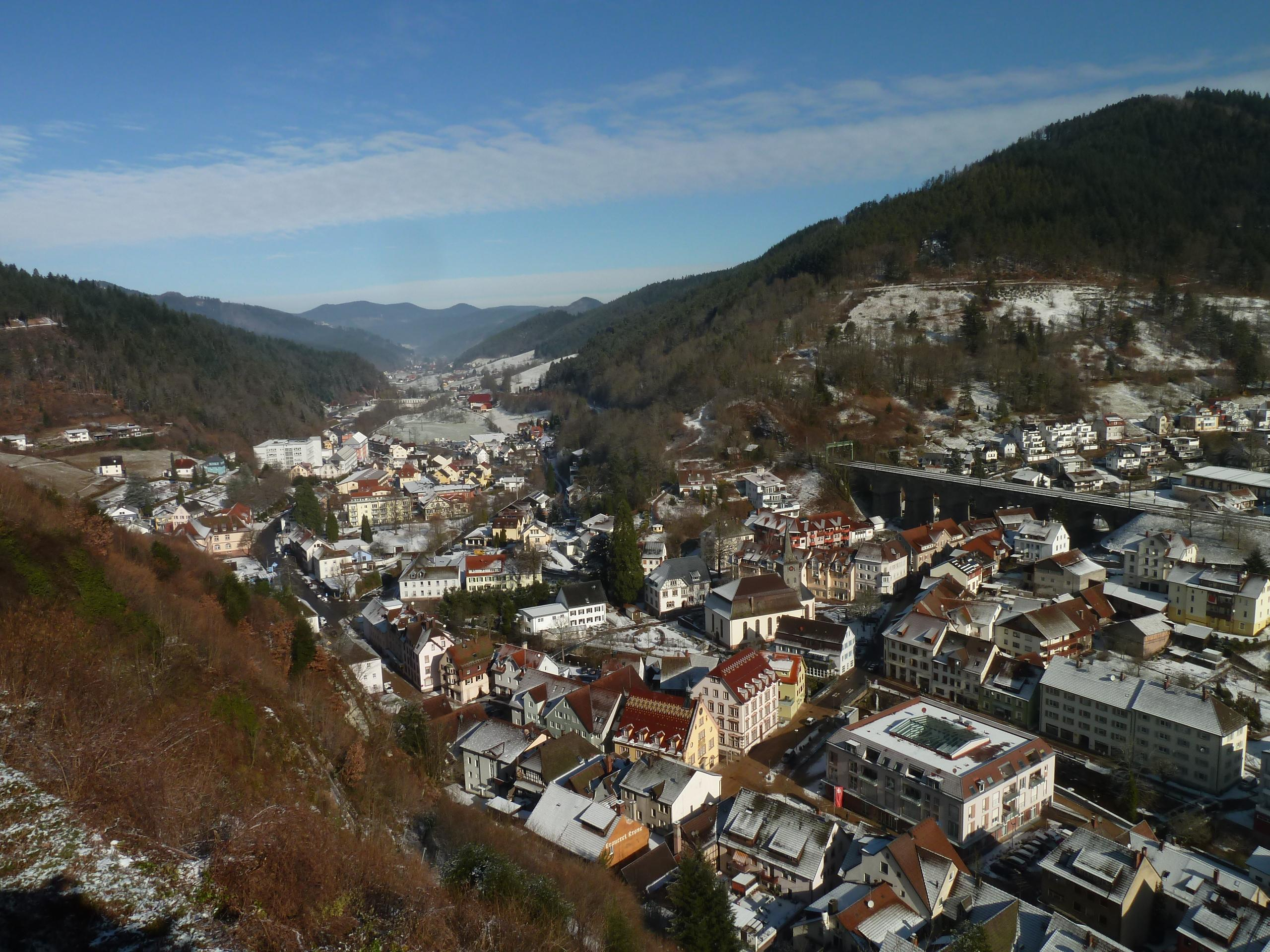
Unteres Gutachtal bei Hornberg

Aus zahlreichen Quellbächen des Schönwalder Hochplateaus formiert sich die Gutach schon zu einem kräftigen Bach, bevor sie in zehn größeren Stufen insgesamt 163 Meter in den Talkessel von Triberg stürzt. Diese Triberger Wasserfälle zählen zu den zehn höchsten Deutschlands. Danach fließt sie durch ein windungsreiches Engtal bis Hornberg und dann durch ein breitsohligeres, nahezu geradliniges Tal mit weiterhin steilen Hängen, um wenig oberhalb von Hausach in die Kinzig zu münden. Dabei passiert sie den Ort Gutach und das Freilichtmuseum Vogtsbauernhof.
Durch das Tal der Gutach führen die Schwarzwaldbahn und die Bundesstraße 33. Damit ist die Gutach eine der wichtigen Verkehrsachsen des Schwarzwaldes. Die Wirtschaft des Gutachtals kennzeichnen zahlreiche größere holzverarbeitende Betriebe und feinwerktechnische Kleinindustrie. Hier entwickelte sich auch nach dem Bau der Schwarzwaldbahn früh der Tourismus.
Der unterste Talabschnitt ist für seine Tracht mit dem auffälligen Bollenhut bekannt.

## Zuflüsse
Gewässerlängen und -namen nach LUBW-FG10, Größe der Einzugsgebiete nach LUBW-GEZG. Auswahl.
Ursprung der Gutach etwa 3,6 km ostsüdöstlich der Ortsmitte von Schönwald im Schwarzwald im Gutenwald am Rand einer Hochspannungsschneise, einen Steinwurf südöstlich eines kleinen Teichs.
- Tiefenbach, von links aus Richtung des gleichnamigen Gehöfts, 1,5 km.
- Schönbächle, von links vor dem Kienzlerhansenhof, 1,5 km und 1,2 km².
- Baslertalbach, von links beim Stampferhöfle, 1,6 km und 1,2 km².
- Ortsbach, von links östlich von Schönwald selbst, 2,6 km und 2,5 km².
- Speist einen See bei Hölltal, 1,6 ha.
- Schwarzenbach, von links nach dem See, 3,9 km und 6,9 km².
Übertritt aufs Stadtgebiet von Triberg im Schwarzwald.
- Stürzt die Triberger Wasserfälle hinab.
- Mosenbach, von rechts in Triberg an der Schulstraße (verdolt), 3,3 km.
- Schonach, von links in Triberg zwischen Riffhaldenweg und Hauptstraße, 5,5 km und 10,0 km².
- Nußbach, von rechts in Triberg an der Bahnhofstraße, 6,4 km und 15,9 km².
Kurzer Übertritt aufs Gebiet der Gemeinde Schonach im Schwarzwald
- Alpirsbach, von links an der Grenze von Schonach und wieder Triberg, 1,9 km.
Übertritt wieder auf Triberger Stadtgebiet
- Gremmelsbach, von rechts im Stadtteil Untertal vor der Kläranlage, 4,2 km und 9,0 km².
- Losbach, von links unterhalb der Kläranlage, 1,9 km und 1,6 km².
- Hippensbach, von links an der Stadtgrenze zu Hornberg, 1,1 km und 0,8 km².
Übertritt aufs Stadtgebiet von Hornberg
- Obergießbach, von links im Hornberger Stadtteil Am Bach, 4,4 km und 7,3 km².
- Lindendobelbach, von rechts in Am Bach, 0,6 km.
- Althornbergbach, von rechts am Steinbruch Hornberg-Niederwasser vorbei, 2,1 km.
- Niedergießbach, von links nach der Talweitung vor dem Stadtteil Niederwasser, 6,2 km und 7,6 km².
- Frombach, von links nach Niederwasser vor dem Bad, 2,6 km und 2,7 km².
- Rubersbach, von rechts gegenüber dem Sportplatz 0,9 km und 0,6 km².
- Immelsbach, von rechts nahe der Hans-Thoma-Straße, 0,9 km und 0,8 km².
- → (Abgang des Gewerbekanals), nach links am südlichen Tunnelmund der Bundesstraße 33.
- Offenbach, von links längs der Schloßstraße in den Gewerbekanal, 3,7 km und 3,7 km².
- ← (Rücklauf des Gewerbekanals), von links nach der Hauptstraßenbrücke, 0,8 km.
- Reichenbach, von rechts längs der Poststraße, 8,3 km und 31,8 km².
Übertritt aufs Gemeindegebiet von Gutach (Schwarzwaldbahn)
- Wonnenbach, von links bei Blumbach, 1,7 km und 1,5 km².
- Riesenbach, von rechts gegenüber von Blumbach in einen kurzen Mühlkanal, 1,1 km.
- Ebersbach, von rechts bei Vor Ebersbach, 1,0 km und 1,0 km².
- Steinenbach, von links gegenüber Steingrün, 4,3 km und 7,0 km².
- Bühlerbächle, von rechts gegenüber Säge, 1,3 km.
- Sulzbach, von links gegenüber Insel, 3,4 km und 4,9 km².
- Ramsbach, von rechts, 2,0 km.
- Herrenbach, von links bei Herrenbach, 1,6 km.
- Wellerbach, von links bei den Wählerhöfen, 1,6 km.
- Saumerbach, von links bei den Saumerhöfen, 1,6 km.

Mündung der Gutach von links und Süden in die Kinzig beim Breithauptshof der Gemeinde Gutach (Schwarzwaldbahn), wenig östlich von der Gemeindegrenze von Hausach und von dessen Hauptsiedlung.

## Ortschaften
Orte an der Gutach von der Quelle zur Mündung. Auswahl.
Schwarzwald-Baar-Kreis
- Gemeinde Schönwald im Schwarzwald
  - Auf’m Bühl (Wohnplatz, links)
- Stadt Triberg im Schwarzwald
  - Triberg im Schwarzwald (Hauptort)
- Gemeinde Schonach-Bach
  - Am Bach (Wohnplatz)
- Stadt Triberg
  - Stadtteil Gremmelsbach, Am Bach (Zinken)

Ortenaukreis
- Stadt Hornberg
  - Niederwasser (Bach, links)
  - Hornberg (Hauptort)
- Gutach (Schwarzwaldbahn)
  - Steingrün (Wohnplatz)
  - Gutach (Dorf)
  - Beim Mattenbauernhof (Siedlung, links)

## Sehenswürdigkeiten
- Triberger Wasserfälle
- Schwarzwaldbahn
- Freilichtmuseum Vogtsbauernhof
- Freilichtbühne in Hornberg (Hornberger Schießen)